# Буковець (гміна Ярчів)
Буковець (пол. Bukowiec) — частина села Воля Грудецька у Польщі, в Люблінському воєводстві Томашівського повіту, ґміни Ярчів.